# مظهر الحجي
مظهر رشيد الحجي (1946) شاعر سوري. ولد في مدينة حمص ودرس فيها ثم انتسب إلى جامعة دمشق، وتخرج بشهادة الإجازة في الأدب العربي عام 1969. ثم دبلوم عام في التربية في 1970. عمل مدرّسًا للغة العربية في حمص منذ 1947 حتى تقاعده. ساهم في عدد من الدراسات الأدبية وتحقيق كتب التراث وله دواوين شعرية. هو عضو بجمعية الشعر باتحاد الكتاب العرب. 

## سيرته
ولد مظهر رشيد الحجي سنة 1366 هـ/ 1946 م في حمص ونشأ بها. حفظ بعض القرآن ثم دخل المدرسة الابتدائية فالإعدادية فالثانوية، ثم التحق بجامعة دمشق فحصل على الليسانس في علوم اللغة العربية وآدابها 1969، والدبلوم العامة في التربية 1970.

عمل مدرّسًا للغة العربية في مركز التدريب التربوي بحمص. .كما عمل موجهاً اختصاصياً للغة العربية. هو عضو في رابطة الخريجين، واتحاد الكتاب العرب ولجنة التأليف والمناهج في وزارة التربية السورية. 

## مهنته الأدبية
بدأت علاقته بالأدب مبكرة، فكتب القصة القصيرة والقصيدة العمودية ثم اتجه إلى الشعر وحده وانصرف عن الأعمال الإبداعية الأخرى منذ دراسته الجامعية. شارك في العديد من الأمسيات الشعرية والندوات الأدبية، نشر شعره في المجلات والصحف السورية والعربية. 

## جوائزه
- حصل على وسام عسكري لمشاركته في حرب تشرين 1973

## مؤلفاته
- النورس والرحيل بين السيف والقلب، 1979
- نقوش بالجلّنار، 1987
- حكاية عشق ممنوع، 1998
- المتيم، 2019

وله في الدراسات النقدية والأدبية:
- ديك الجن الحمصي، دراسة نقدية، 1987
- ديوان ديك الجن الحمصي، جمع وتحقيق، 1987
- الخط والإملاء، جزآن، 1989
- ديوان محمد بن يسير الرياشي، جمع وتحقيق، 1994
- من نثر الدر، لابن الحسين الآبّي، تحقيق
- من كتاب الفصوص لأبي العلاء صاعد بن الحسين الربعي، 2001

## وصلات خارجية
- في موقع أرشيف المجلات